# 台風の目
| 台風の目（中央部の空洞が目である） |  | 1958年の狩野川台風の目 |
| 台風の目（中央部の空洞が目である） |  | 1958年の狩野川台風の目 |

台風の目（たいふうのめ）あるいは熱帯低気圧の目とは、熱帯低気圧（台風、ハリケーン、サイクロンを含む）の雲の渦巻きの中心部にできる、雲のない空洞部分のことである。台風の目の空洞の外壁となる部分は雲が壁状を成し、英語では「eyewall（アイ・ウォール）」と呼び、日本語で「目の壁」あるいは「眼の壁雲」と言われる。この雲の目の外壁は同時に目を囲む台風そのものの広大な雲の内壁でもある。転じて、「激しく動いている物事の中心にあり、それを引き起こす原因となっている人や物」という意味の慣用句としても使用される。

## 目の形状と構造
熱帯低気圧の目の形状はさまざまである。発達段階によって、また雲のまとまり方や海水温などの諸条件によって異なってくる。一般的に、目の直径は20 - 200キロメートル、高さは約12 - 18キロメートル（地表から対流圏界面までの対流圏いっぱいに広がることが多い）になる。

## 目の形成から消滅までの過程
| 台風の内部構造を示した図 Eye：目、Eyewall：目の壁、Rain Bands:降雨帯 |  | 熱帯低気圧の構造図（垂直方向に拡大してある）。目の周辺部では上昇気流、目の中心部の上空では下降気流が起きている。 |
| 台風の内部構造を示した図 Eye：目、Eyewall：目の壁、Rain Bands:降雨帯 |  | 熱帯低気圧の構造図（垂直方向に拡大してある）。目の周辺部では上昇気流、目の中心部の上空では下降気流が起きている。 |

熱帯低気圧のもととなる積乱雲がまとまって渦を巻き始める初期段階では、目はまだできない。北半球では反時計回り、南半球では時計回りに、雲が渦を巻きさらにまとまってくると、渦の中心（台風の中心）に遠心力がかかり始める。周囲から吹き込む風が継続的に中心部に押し寄せる中で、遠心力と気圧傾度力がほぼつりあい、風が中心部に入り込めない状態になる。すると行き場を失った風は上昇気流を起こして、螺旋状に渦の中心部を上昇する気流を作り出す。

熱帯の海洋を起源とする大量の水蒸気を含んだ気流は、渦の中心を上昇する中で気圧低下により温度が下がり凝結し、積乱雲を作る。気流が積乱雲とともに対流圏界面まで達すると、気流は滞り高圧部となる。すると北半球では時計回り、南半球では反時計回りに、積乱雲とともに気流が吹き出し始める。

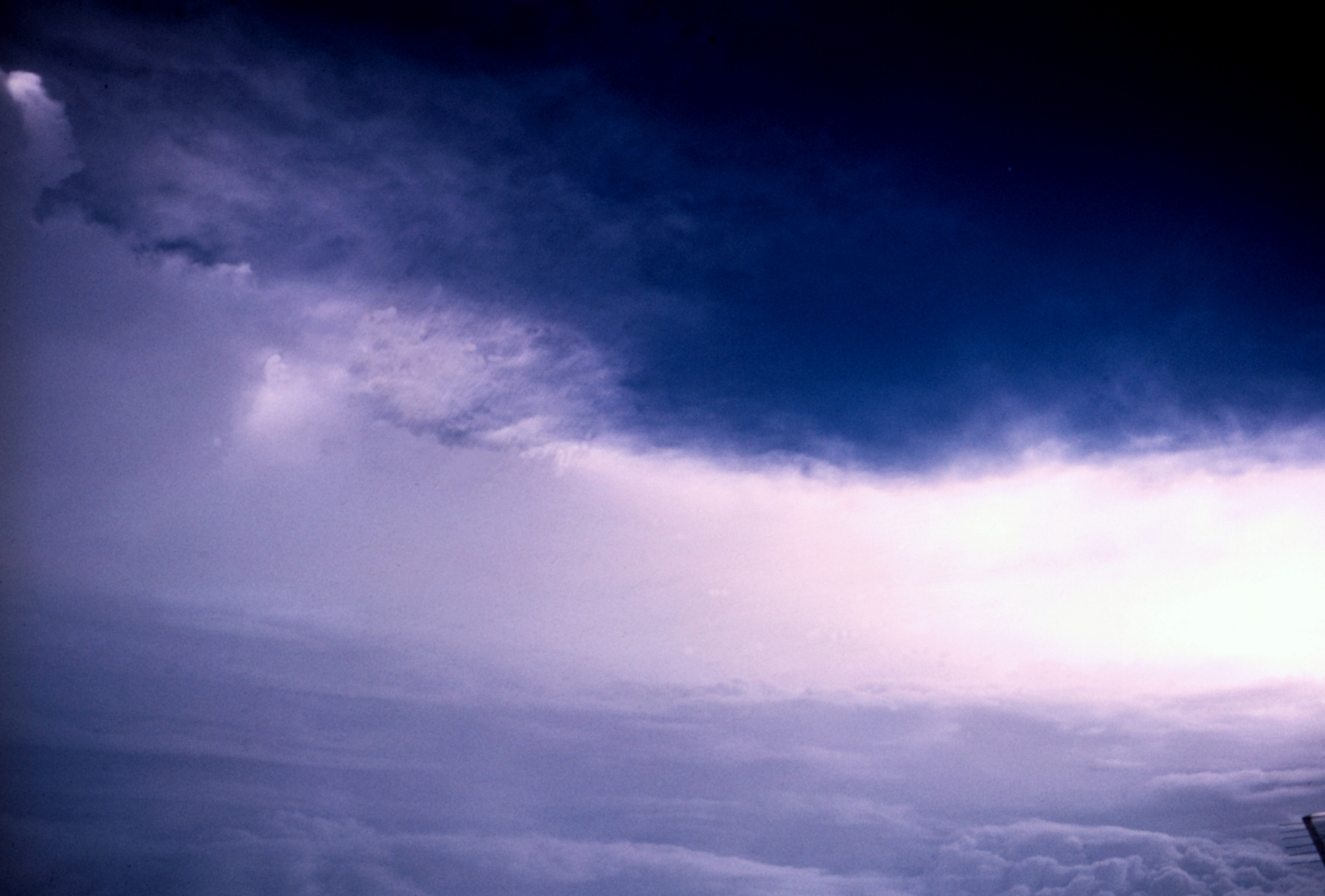
航空機から撮影したハリケーン・ベッツィーのアイ・ウォールと青空

螺旋状の上昇気流は積乱雲の壁（アイ・ウォール）を作り、それより中心に近い部分は気流が侵入できず、気流が穏やかで雲がほとんどなく晴れた区域となる。この領域が台風の目である。この段階になると、「目」は上空から容易かつ明瞭に観察できるようになる。
熱帯低気圧が発達し最盛期を迎えるまでの期間では、中心気圧は急速に下がるが規模（勢力範囲。暴風域や1000ヘクトパスカルの等圧線で示される）はあまり大きくならないため、域内の気圧傾度が急になり、中心に巻き込む風の求心成分が大きくなるので、目は非常に小さくなることが多い。稀には直径3キロメートル程しかない目が観測される場合もある。最盛期を過ぎてからは中心気圧が徐々に上がり始めると共に勢力範囲も広がり、それに並行して目も拡大する。有名な例は昭和29年台風第12号で、九州に上陸した際の目の直径が200キロメートルに及んだ。しかし、このような巨大な目は熱帯低気圧が衰弱期に入った場合に見られるのが普通で、また、衰弱期の目は楕円形になったり、崩れて形や存在が判別しにくくなる。上陸して衰弱が進み、また温帯低気圧化すると目は完全になくなってしまう。
目があまりに大きくなると、アイ・ウォールが崩れて成長がいったん滞り、内側に新たな目が形成されることもあるが、このような場合は勢力があまり強くならないことが多い。また、ハリケーン・イザベルなどにおいては多角形状の目が観測されている。

## 目と天候
熱帯低気圧の目の下では風が穏やかで、雨もほとんど降らず、青空が見えることもある。しかし、目の周囲は熱帯低気圧で最も風雨が強い部分である。
陸上を熱帯低気圧の目が通過した場合、激しい暴風雨の後に穏やかな天候となり、その後激しい暴風雨が吹き返しの風として吹く。穏やかな天候となる前後では、風向きが正反対になる。

## 熱帯低気圧以外の「目」
熱帯低気圧以外でも、温帯低気圧の中心に「目」に似た現象が出現することがある。すなわち、急速に発達する低気圧（爆弾低気圧）などでは、中心部の雲が薄くなったり無くなったりして、目のようなものができることがある。しかし、その寿命は熱帯低気圧に比べて短い。